# 파가니니에 의한 대연습곡
파가니니에 의한 대연습곡, S. 141은 프란츠 리스트가 1851년에 개정한 피아노를 위한 6개의 연습곡이다. 이 곡들이 오늘날 연주되는 것은 최종 버전이다.
이 작품은 모두 바이올린을 위한 니콜로 파가니니의 작곡을 기반으로 하며 피아노 문헌에서 가장 기술적으로 까다로운 작품 중 하나이다.(특히 수정하기 전의 원본 버전, 질감을 얇게 하고 좀 더 터무니없는 기술적 어려움을 제거하기 전)
- 개정판(1851), S. 141 – 클라라 슈만 부인에게 헌정
  - 연습곡 1번 G단조 (Preludio, Andante; Etude – Non troppo lento) ("Tremolo") – 카프리스 6번(서두 및 코다 5번 포함) 따라 작곡.
  - 연습곡 2번 E ♭ 장조 (안단테 카프리치오소) – 카프리스 17번 따라 작곡.
  - 연습곡 3번 G ♯ 단조  (ALLEGRETTO) ( " 라 캄파넬라 ") - B 단조 파가니니의 바이올린 협주곡 제 2의 최종 악장. 이 연습곡은 세트 중 가장 유명하며 피아노를 위해 작곡된 가장 어려운 곡 중 하나로 유명하다.[1]
  - 연습곡 4번 E장조 (Vivo)("아르페지오") – 카프리스 1번 따라 작곡. 왼손에 대한 일반적인 별도의 줄을 생략하고 한 줄로만 작성되었다.
  - 연습곡 5번 E장조 ( La Chasse ) (Allegretto) – 카프리스 9 번을 따라 작곡.
  - 연습곡 6번 A단조 (Quasi presto, a capriccio) – 카프리스 24번을 따라서 작곡.